# Alfambra
Alfambra é um município da Espanha na província de Teruel, comunidade autónoma de Aragão. Tem 122,4 km² de área e em 2021 tinha 483 habitantes (densidade: 3,9 hab./km²). Também é o nome de um rio.

## Demografia
| Variação demográfica do município entre 1991 e 2004 | Variação demográfica do município entre 1991 e 2004 | Variação demográfica do município entre 1991 e 2004 | Variação demográfica do município entre 1991 e 2004 |
| --------------------------------------------------- | --------------------------------------------------- | --------------------------------------------------- | --------------------------------------------------- |
| 1991                                                | 1996                                                | 2001                                                | 2004                                                |
| 777                                                 | 705                                                 | 624                                                 | 640                                                 |